# Polypodiopsida
Le felci (Polypodiopsida Ritgen, 1828) sono una classe di piante vascolari. Rappresentano l'unica classe della divisione Polypodiophyta che, assieme alla divisione Lycopodiophyta, formava l'ormai desueto raggruppamento Pteridophyta.

## Descrizione

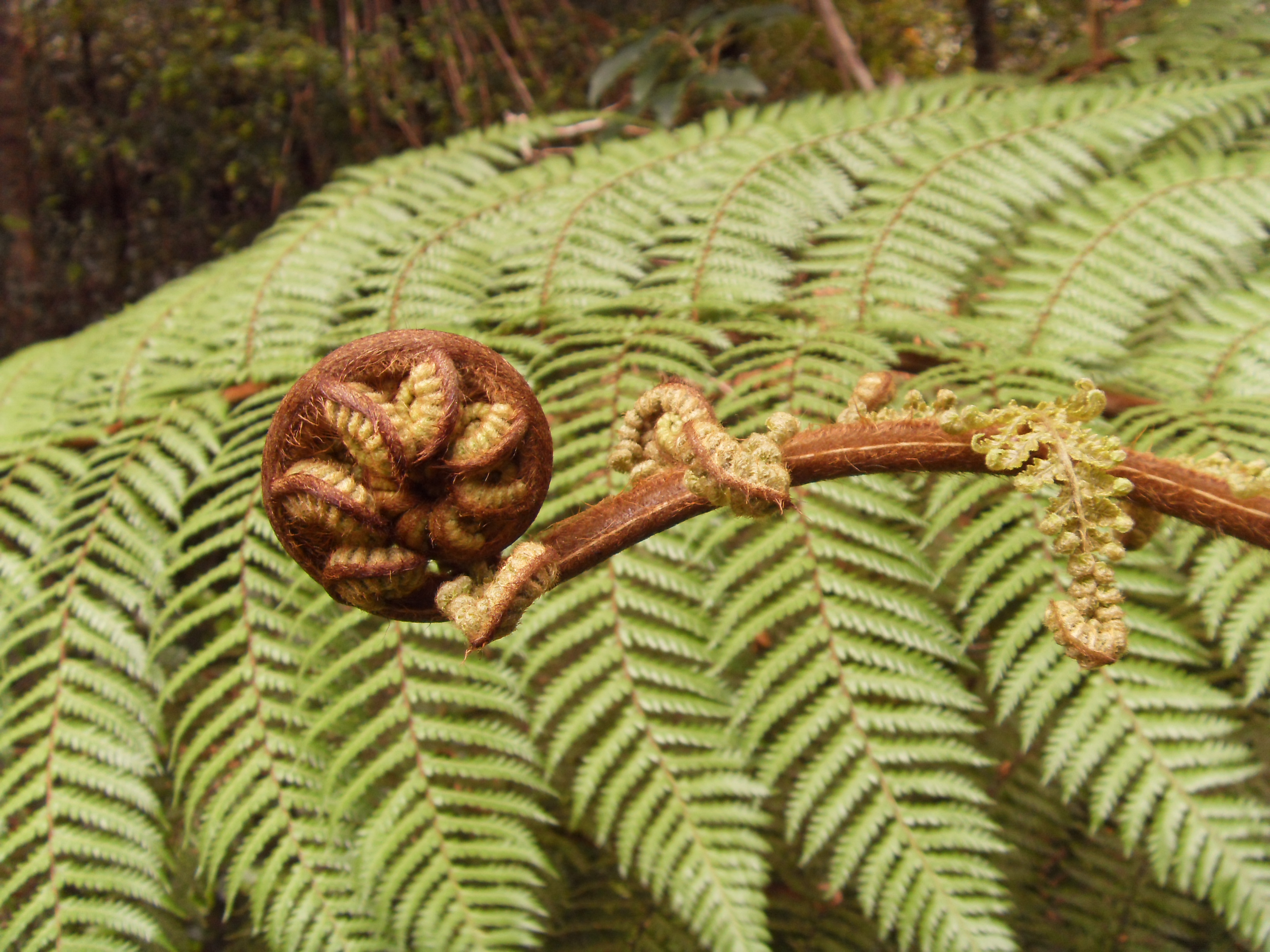
Fronde di felce

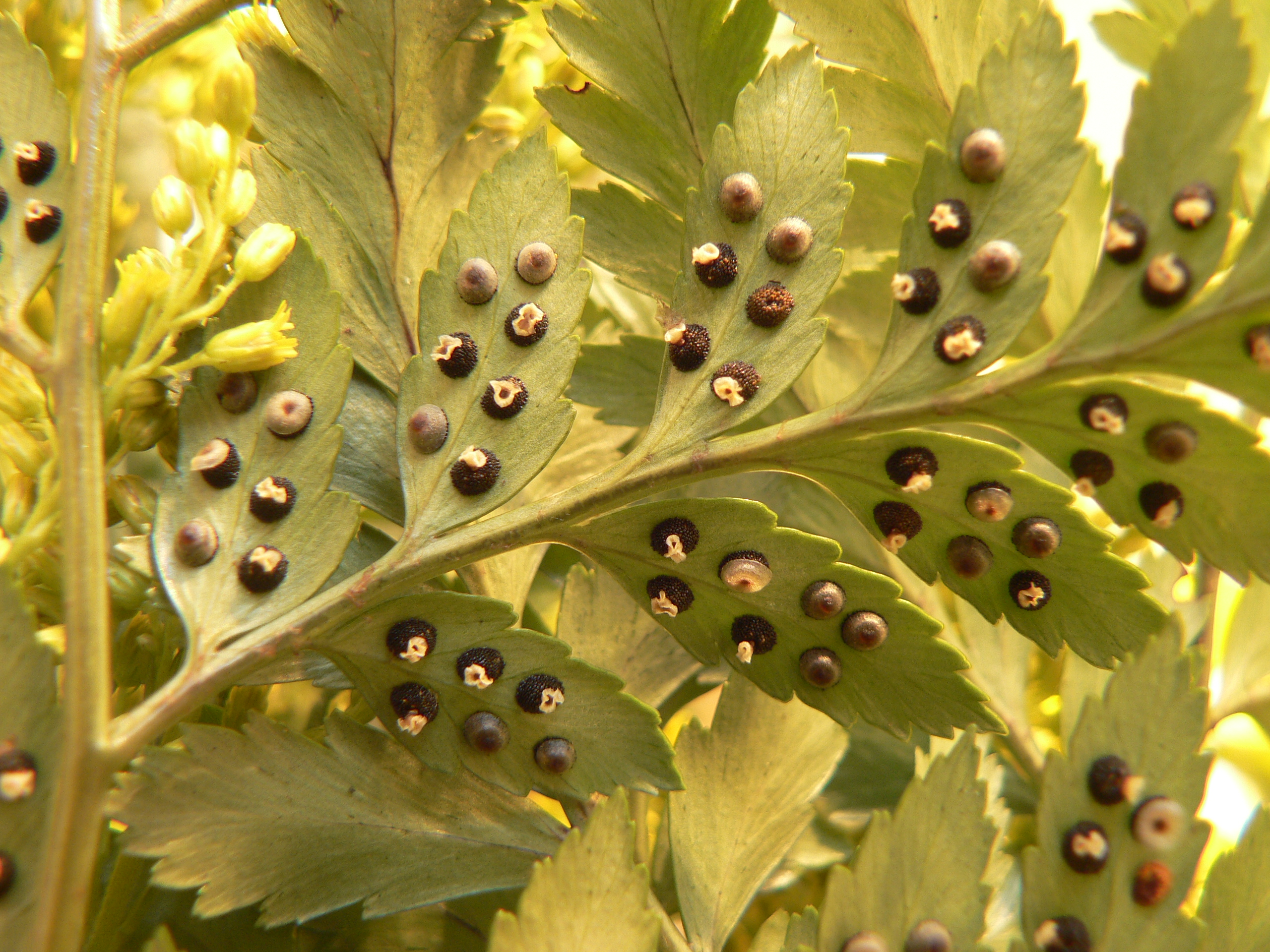
Sori di Rumohra adiantiformis

Le felci si differenziano dalle briofite perché sono piante vascolari, cioè hanno tessuti specializzati che conducono acqua e sostanze nutritive, e perché hanno cicli di vita in cui lo sporofito ramificato è la fase dominante.
Le felci hanno foglie complesse chiamate megafilli, che sono più complesse dei microfilli delle licofite. La maggior parte delle felci sono felci leptosporangiate che producono teste di violino che si srotolano e si espandono formando fronde.
Le felci sono piante erbacee perenni e la maggior parte di esse non ha crescita legnosa. Quando è presente una crescita legnosa, questa si trova nel fusto. Il loro fogliame può essere deciduo o sempreverde, e alcune sono semi-sempreverdi a seconda del clima. Come gli sporofiti delle piante da seme, quelli delle felci sono costituiti da steli, foglie e radici. Le felci differiscono dalle spermatofite in quanto si riproducono tramite spore piuttosto che tramite fiori e semi. A differenza di quelli delle briofite, gli sporofiti delle felci sono organismi liberi e dipendono solo per un breve periodo dal gametofito materno.
La parte verde, fotosintetica della pianta, è tecnicamente un megafillo e nelle felci è spesso chiamata fronda. Le nuove foglie in genere si espandono attraverso lo srotolamento di una spirale stretta. Questo srotolamento della foglia è chiamato vernazione circinnata. Le foglie si dividono in due tipi: sporofilli e tropofilli: gli sporofilli (foglie fertili) producono spore mentre i tropofilli (foglie sterili) no. Le spore della felce sono contenute negli sporangi che solitamente sono raggruppati a formare sori. Gli sporangi possono essere ricoperti da un rivestimento protettivo chiamato indusio. La disposizione degli sporangi è importante nella classificazione.
Nelle felci monomorfe, le foglie fertili e sterili hanno morfologicamente lo stesso aspetto ed entrambe sono in grado di effettuare la fotosintesi. Nelle felci emidimorfe solo una parte della foglia fertile è diversa dalle foglie sterili. Nelle felci dimorfiche (olomorfe), i due tipi di foglie sono morfologicamente distinti. Le foglie fertili sono molto più strette di quelle sterili e possono non avere alcun tessuto verde, come nelle Blechnaceae e nelle Lomariopsidaceae.
L'anatomia delle foglie di felce può essere semplice o molto divisa. Le forme divise sono pennate, in cui i segmenti fogliari sono completamente separati l'uno dall'altro, o pennatifide (parzialmente pennate), in cui i segmenti fogliari sono ancora parzialmente collegati. Quando le fronde sono ramificate più di una volta, si può anche trattare di una combinazione di forme pennatifide e pennate. Se le foglie sono divise due volte, la pianta ha fronde bipennate, e fronde tripennate se si ramificano tre volte, e fino a fronde tetrapennate e pentapennate.
Gli steli delle felci vengono spesso chiamati genericamente rizomi, anche se solo in alcune specie crescono sottoterra. Le specie epifite e molte di quelle terrestri hanno stoloni striscianti fuori terra (ad esempio, le Polypodiaceae), e molti gruppi hanno tronchi semilegnosi eretti fuori terra (ad esempio, le Cyatheaceae, felci arboree squamose). Queste possono raggiungere fino a 20 m di altezza in alcune specie (ad esempio, Cyathea brownii sull'Isola Norfolk e Cyathea medullaris in Nuova Zelanda).
Le radici sono strutture sotterranee non fotosintetiche che assorbono acqua e sostanze nutritive dal terreno  Sono sempre fibrose e strutturalmente molto simili alle radici delle piante da seme.

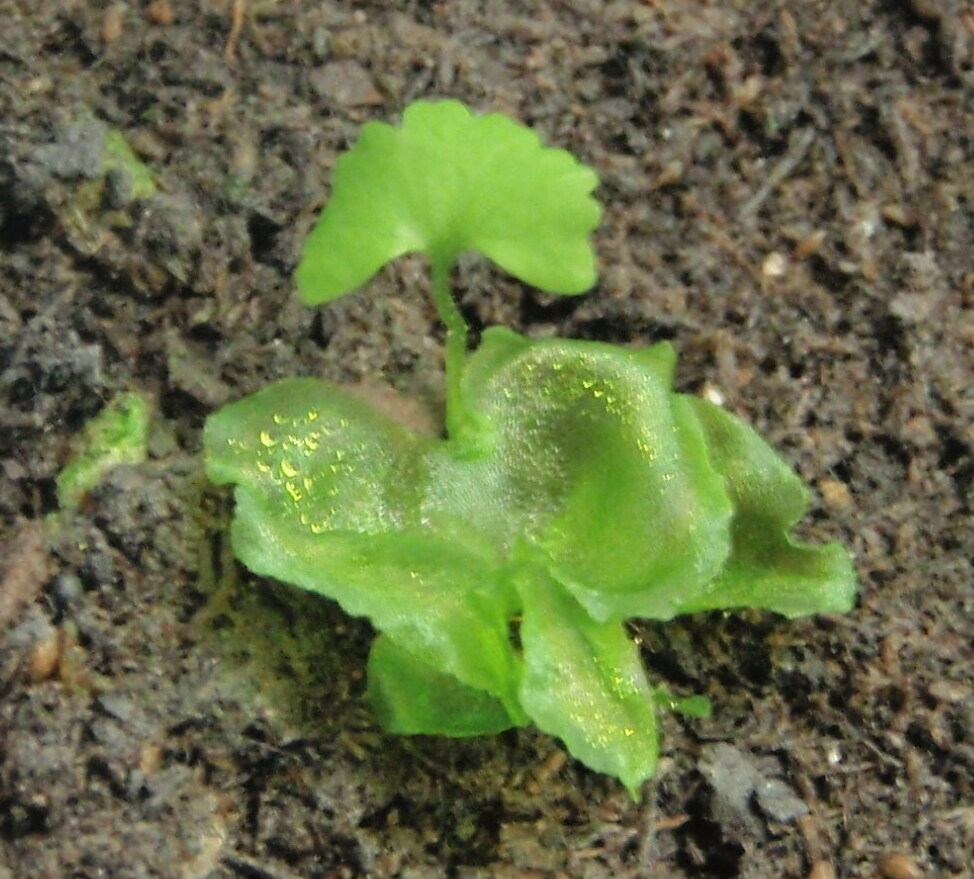
Gametofito e sporofito di Onoclea sensibilis

Come in tutte le piante vascolari, lo sporofito è la fase o generazione dominante nel ciclo vitale. Tuttavia, i gametofiti delle felci sono molto diversi da quelli delle piante da seme. Sono organismi liberi e assomigliano alle epatiche, mentre quelli delle piante da seme si sviluppano all'interno della parete delle spore e dipendono dallo sporofito genitore per la loro nutrizione. Un gametofito di felce è tipicamente costituito da:
- Protallo : struttura fotosintetica verde, dello spessore di una cellula, solitamente a forma di cuore o di rene, lunga 3–10 mm e larga 2–8 mm. Il protallo produce gameti mediante:
  - Anteridi: piccole strutture sferiche che producono anterozoi flagellati.
  - Archegoni: struttura a forma di fiasco che produce un singolo ovulo sul fondo, che viene raggiunto dal gametofito maschile nuotando lungo il collo.
- Rizoidi : strutture simili a radici (non vere radici) costituite da singole cellule molto allungate, che assorbono acqua e sali minerali su tutta la struttura. I rizoidi ancorano il protallo al terreno.

## Riproduzione
Il ciclo di vita di una felce comprende due fasi, come nelle licofite. Nella prima fase, le spore vengono prodotte dagli sporofiti negli sporangi, che sono raggruppati insieme nei sori sulla pagina inferiore delle fronde fertili. Nella seconda fase, le spore germinano in una struttura di breve durata ancorata al terreno tramite rizoidi chiamati gametofiti, che producono gameti. Quando una fronda fertile matura produce sori e vengono rilasciate le spore, queste si depositano sul terreno e producono rizoidi, mentre la pianta si sviluppa in un protallo. Il protallo porta anteridi sferici che producono anterozoi e archegoni che rilasciano un singolo ovulo. L'anterozoo risale l'archegonio e feconda l'ovulo, dando origine a uno zigote, che crescerà in uno sporofito separato, mentre il gametofito persiste brevemente come pianta libera.

## Distribuzione e habitat
Le felci sono molto diffuse nella loro distribuzione, con la massima concentrazione nelle zone tropicali e minore nelle zone artiche. La maggiore diversità si riscontra nelle foreste pluviali tropicali.
Le felci vivono in un'ampia varietà di habitat, dalle remote altitudini delle montagne alle aride pareti rocciose dei deserti, ai corsi d'acqua o ai campi aperti. In generale, si può pensare che le felci siano specializzate in habitat marginali, spesso riuscendo a prosperare in luoghi in cui vari fattori ambientali limitano il successo delle piante da fiore. Esistono quattro tipi particolari di habitat in cui si trovano le felci: foreste umide e ombrose, fessure nelle pareti rocciose, soprattutto quando riparate dal sole pieno, zone umide acide tra cui torbiere e acquitrini e alberi tropicali, dove molte specie sono epifite.

## Tassonomia
La classe comprende i seguenti ordini e famiglie:
- sottoclasse Equisetidae Warm.

- ordine Equisetales DC. ex Bercht. & J.Presl

- famiglia Equisetaceae Michx. ex DC

- sottoclasse Ophioglossidae Klinge

- ordine Psilotales Prant

- famiglia Psilotaceae J.W.Griff. & Henfr.

- ordine Ophioglossales Link

- famiglia Ophioglossaceae Martinov

- sottoclasse Marattiidae Klinge

- ordine Marattiales Link

- famiglia Marattiaceae Kaulf

- sottoclasse Polypodiidae Cronquist, Takht. & W.Zimm.

- ordine Osmundales Link

- famiglia Osmundaceae Martinov

- ordine Hymenophyllales A.B.Frank

- famiglia Hymenophyllaceae Mart

- ordine Gleicheniales Schimp

- famiglia Matoniaceae C.Pres
- famiglia Dipteridaceae Seward & E.Dale
- famiglia Gleicheniaceae C.Presl

- ordine Schizaeales Schimp.

- famiglia Lygodiaceae M.Roem
- famiglia Schizaeaceae Kaulf
- famiglia Anemiaceae Link

- ordine Salviniales Link

- famiglia Salviniaceae Martinov
- famiglia Marsileaceae Mirb.

- ordine Cyatheales A.B.Frank

- famiglia Thyrsopteridaceae C.Presl
- famiglia Loxsomataceae C.Presl
- famiglia Culcitaceae Pic.Serm
- famiglia Plagiogyriaceae Bowe
- famiglia Cibotiaceae Koral
- famiglia Metaxyaceae Pic.Serm.
- famiglia Dicksoniaceae M.R.Schomb.
- famiglia Cyatheaceae Kaulf.

- ordine Polypodiales Link

- sottordine Saccolomatineae Hovenkamp

- famiglia Saccolomataceae Doweld

- sottordine Lindsaeineae Lehtonen & Tuomist

- famiglia Cystodiaceae J.R.Croft
- famiglia Lonchitidaceae Doweld
- famiglia Lindsaeaceae C.Presl ex M.R.Schomb.

- sottordine Pteridineae J.Prado & Schuettp

- famiglia Pteridaceae E.D.M.Kirchn.

- sottordine Dennstaedtiineae Schwartsb. & Hovenkamp

- famiglia Dennstaedtiaceae Lotsy

- sottordine Aspleniineae H.Schneid. & C.J.Rothf

- famiglia Cystopteridaceae Shmakov
- famiglia Rhachidosoraceae X.C.Zhang
- famiglia Diplaziopsidaceae X.C.Zhang & Christenh.
- famiglia Desmophlebiaceae Mynssen
- famiglia Hemidictyaceae Christenh. & H.Schneid.
- famiglia Aspleniaceae Newman
- famiglia Woodsiaceae Herter
- famiglia Onocleaceae Pic.Serm.
- famiglia Blechnaceae Newman
- famiglia Athyriaceae Alston
- famiglia Thelypteridaceae Ching ex Pic.Serm.

- sottordine Polypodiineae Dumort.

- famiglia Didymochlaenaceae Ching ex Li Bing Zhang & Liang Zhang
- famiglia Hypodematiaceae Ching
- famiglia Dryopteridaceae Herter
- famiglia Nephrolepidaceae Pic.Serm.
- famiglia Lomariopsidaceae Alston
- famiglia Tectariaceae Panigrahi
- famiglia Oleandraceae Ching ex Pic.Serm.
- famiglia Davalliaceae M.R.Schomb.
- famiglia Polypodiaceae J.Presl & C.Presl

## Usi
Le felci non sono importanti dal punto di vista economico quanto le piante da seme, ma hanno un'importanza considerevole in alcune società. Alcune felci vengono utilizzate a scopo alimentare, tra cui i germogli di Pteridium aquilinum, Matteuccia struthiopteris e Osmundastrum cinnamomeum. Anche Diplazium esculentum è utilizzata nei tropici (ad esempio nel budu pakis, un piatto tradizionale del Brunei) come alimento. I tuberi di Ptisana salicina sono un alimento tradizionale della Nuova Zelanda e del Pacifico meridionale. I tuberi di felce venivano utilizzati come alimento già 30.000 anni fa in Europa.
Le felci del genere Azolla vengono utilizzate come fertilizzante biologico nelle risaie del sud-est asiatico, sfruttando la loro capacità di fissare l'azoto presente nell'aria in composti che possono poi essere utilizzati da altre piante.
Molte felci vengono coltivate in orticoltura come piante da giardino, per il loro fogliame e come piante da appartamento, in particolare Nephrolepis exaltata e altri membri del genere Nephrolepis. Anche Asplenium nidus è popolare, così come le specie del genere Platycerium. Anche le felci perenni piantate nei giardini dell'emisfero settentrionale hanno un seguito considerevole.
Diverse felci sono piante infestanti nocive o specie invasive. Esempi includono Lygodium japonicum, Onoclea sensibilis e Salvinia molesta, una delle peggiori piante infestanti acquatiche del mondo.